# 佐藤子之助
佐藤子之助（？—？），為第四任台灣軍參謀長，是臺灣軍事之中重要的一職，於台灣日治時期替台灣軍協助軍事發展，專責管理台灣軍。他的任期為1927年7月—1930年4月。
| 前任： 渡邊金造 | 台灣軍參謀長 1927年7月—1930年4月 | 繼任： 小杉武司 |